# Parc présidentiel de l'Awakaba
Parc présidentiel de l'Awakaba är ett jaktreservat i Centralafrikanska republiken. Det ligger i prefekturen Bamingui-Bangoran, i den centrala delen av landet, 500 km norr om huvudstaden Bangui.  Arean är 170 000 hektar. Reservatet upprättades 1968 ur det tidigare viltreservatet réserve de faune de Miaméré-Miadiki.